# Parotia
Parotia és un gènere d'ocells de la família dels paradiseids (Paradisaeidae).

## Taxonomia
Segons la Classificació del Congrés Ornitològic Internacional (versió 2.6, 2010) aquest gènere està format per 6 espècies:
- Parotia sefilata - ocell del paradís de Pennant.
- Parotia carolae - ocell del paradís de Carola.
- Parotia berlepschi - ocell del paradís de Berlepsch.
- Parotia lawesii - ocell del paradís de Lawes.
- Parotia helenae - ocell del paradís d'Helena.
- Parotia wahnesi - ocell del paradís de Wahnes.